# Тысячная (угол)

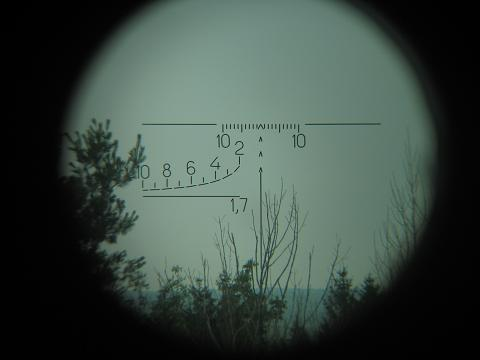
Прицельная сетка оптического снайперского прицела ПСО-1. Горизонтальная шкала выражена в тысячных

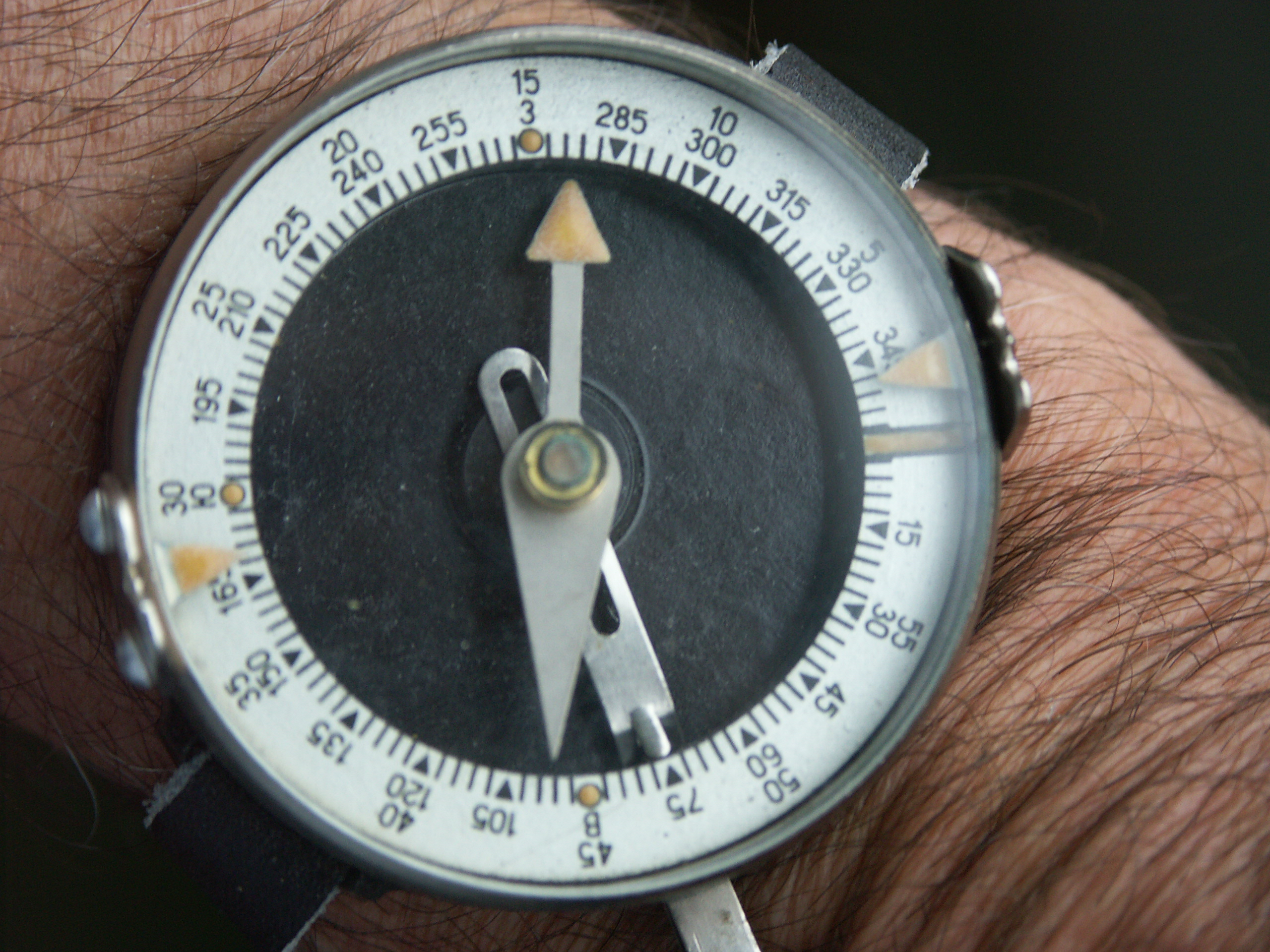
Советский компас Адрианова с двумя шкалами, проградуированными в градусах дуги (внутренняя шкала) и в сотнях тысячных (с делителем 6000, внешняя шкала)

Ты́сячная — единица измерения плоских углов, принятая в артиллерии и представляющая собой 1⁄1000 долю радиана, то есть {\displaystyle {\frac {1}{2\pi \cdot 1000}}\approx {\frac {1}{6283}}} оборота, округлённую для простоты угловых расчётов. В разных армиях приняты разные тысячные:
- СССР и некоторые армии стран-образований: 1⁄6000 оборота.
- НАТО: 1⁄6400 оборота (там она называется mil, сокращение от milliradian).

Однако делитель 6000, принятый в советской, российской и финской армиях, лучше подходит для устного счёта, так как он делится без остатка на 2, 3, 4, 5, 6, 8, 10, 12, 15, 16, 20, 24, 25, 30, 40, 48, 50, 60, 75, 80, 100, 120, 125, 150, 200, 240, 250, 300, 375, 400, 500, 600, 750, 1000, 1200, 1500, 2000 и 3000, что позволяет быстро переводить в тысячные углы, полученные грубым измерением на местности подручными средствами.
Для повышения точности расчета при использовании делителя 6000 применяется пятипроцентная поправка (см. ниже). Это объясняется тем, что при делении окружности на 6000 частей получается следующее: {\displaystyle 2\pi R/6000\approx 1{,}047R/1000}. В данном случае {\displaystyle R} (радиус) означает дальность до объекта.

## Предпосылки
При стрельбе с закрытой позиции, когда огнём управляет артиллерийский корректировщик, приходится переводить расстояние в угловую поправку (и наоборот, отмеренный угол в метры на местности).
Для малых углов {\displaystyle \operatorname {tg} x\approx x,} поэтому удобно измерять углы в радианах. Если при стрельбе на 10 км корректировщик сообщает, что снаряды ушли на 100 м влево, делается поправка в 0,01 радиан.
Mil — угловая мера отклонения пули (снаряда) по высоте или в боковом направлении, 1/6400 часть окружности, или приблизительно 1/1000 дальности. Утверждение типа: «Правое отклонение снаряда в боковом направлении составляет 5 mil (или 5 мрад)», означает, что падение пули (снаряда) отмечено в 5 м вправо от направления стрельбы на километр дальности.
При стрельбе прямой наводкой, даже из ручного стрелкового оружия, возникает другая задача: стрелок видит на угломерной шкале стандартный предмет — фонарный столб, многоэтажный дом, танк и т.п. Зная размер предмета, можно вычислить расстояние до него и внести поправку в прицел. Тут тоже удобны радианы.
Сотых долей радиана (0,6°) не хватало, да и в XXI веке только лучшие стволы дают разброс меньше одного миллирадиана.
Однако помимо корректировки огня, у военных есть много других задач: рассчитать азимут, отметить на карте недоступный объект и т.д. Для этого желательны единицы измерения, в которых полный круг выражается круглым числом с как можно бо́льшим количеством делителей.

## В СССР и России
В Вооружённых силах стран Варшавского договора, включая СССР, а впоследствии России и ряда других постсоветских государств для измерения углов была принята тысячная, равная 1⁄6000 оборота. Синонимом для этой единицы измерения угла является малое деление угломера. В тысячных проградуированы шкалы многих используемых в военном деле приборов (биноклей, стереотруб, дальномеров, оптических прицелов, компасов, хордоугломеров, буссолей, артиллерийских кругов). Иногда используется также тот факт, что минутная шкала обычных часов может рассматриваться как проградуированная в сотнях тысячных (то есть угол между минутными делениями на циферблате равен 100 тысячным).
Исходя из равенства одного оборота 2π радиан, 360 градусам и 400 градам, существуют следующие соотношения между всеми этими единицами измерения:
- 1 тысячная = 1⁄6·10−3 оборота ≈ 0,000 167 оборота;
- 1 тысячная = 2π⁄6000 радиана ≈ 1,0472·10−3 радиана;
- 1 тысячная = 0,06 градуса = 3,6 угловой минуты = 3 угл. минуты 36 угл. секунд = 216 угловых секунд;
- 1 тысячная = 1⁄15 града  ≈ 0,066667 града;
- 1 оборот = 6000 тысячных;
- 1 радиан = 6000⁄2π тысячных ≈ 954,92 тысячной;
- 1 угловая секунда = 1⁄216 тысячной ≈ 4,6296·10−3 тысячной;
- 1 угловая минута = 10⁄36 тысячной ≈ 0,2778 тысячной;
- 1 градус = 50⁄3 тысячной ≈ 16,667 тысячной;
- 1 град = 15 тысячных.

Большим удобством такой нестандартной единицы измерения углов является хорошая приспособленность к вычислениям линейных и угловых размеров объектов на местности без каких-либо средств механизации счёта. 

Если L = 1 км, а W = 1 м, то угол равен примерно 1 тысячной

Пусть объект размером W наблюдается с дистанции L под небольшим углом α (то есть выполняется условие {\displaystyle L\gg W,} обычно встречающееся в артиллерийской практике), и можно применять приближение малых углов. Тогда при выражении угла α в радианной мере имеет место соотношение
{\displaystyle W=2L\operatorname {tg} {\frac {\alpha }{2}}\approx L\alpha .}
Заменяя радианную меру на тысячные, получаем в итоге:
{\displaystyle W\approx {\frac {L\alpha }{1000\cdot \;0{,}955}}\approx \;{\frac {L\alpha }{1000}}.}
Для большинства практических расчётов используется приближённый вариант, но в ряде случаев возникающая при этом погрешность в 5 % недопустима и тогда коэффициент 0,955 не отбрасывается.
Упрощённое равенство называется формулой тысячных.
Из этой формулы следует правило для лучшего запоминания соотношения: «предмет, линейным размером 1 метр, удалённый от наблюдателя на 1 километр, виден под угловой величиной в 1 тысячную».
Формула тысячных применима при углах, когда синус угла приближённо равен самому углу в радианной мере. Условной границей применимости считается угол в 300 тысячных (18 градусов, π⁄10 радиан).

## Тысячная как характеристика кучности боя автоматического оружия
В США единица измерения mil (milliradian) используется в качестве характеристики точности стрельбы автоматического оружия. Так например, «заявленные фирмой-разработчиком (Alliant Techsystems) показатели рассеивания при стрельбе из автоматических пушек „Бушмастер II“ и „Бушмастер III“ составляют порядка 0,3—0,4 мрад, что является весьма впечатляющей характеристикой». Иными словами, кучность боя при стрельбе из указанных пушек характеризуется величиной 0,3—0,4 тысячных дальности, и на дистанции 1 км отклонение по боку составит порядка 0,3—0,4 метра. Соответственно на дистанции 2 км снаряды указанных пушек с высокой вероятностью попадают в щит размерами 2×2 м.
Другой пример: Точность стрельбы из пушки GAU-8/A характеризуется следующими параметрами: 5 мрад, 80 процентов; это означает, что при стрельбе на дальность 1220 м, 80 процентов всех снарядов попадают в круг радиусом 6,1 м.